# Kalkklippen der Gobert
Kalkklippen der Gobert este o arie protejată (arie specială de conservare — SAC, sit de importanță comunitară — SCI) din Germania întinsă pe o suprafață de 289,22 ha, integral pe uscat.

## Localizare
Centrul sitului Kalkklippen der Gobert este situat la coordonatele 51°14′35″N 10°02′54″E / 51.2431°N 10.0483°E.

## Înființare
Situl Kalkklippen der Gobert a fost declarat sit de importanță comunitară în aprilie 1999 pentru a proteja 1 specie de plante și 9 specii de animale. Situl a fost protejat și ca arie specială de conservare în martie 2008.

## Biodiversitate
Situată în ecoregiunea continentală, aria protejată conține 8 habitate naturale: Pajiști uscate seminaturale și facies de acoperire cu tufișuri pe substraturi calcaroase (Festuco-Brometalia) (* situri importante pentru orhidee), Fânețe de joasă altitudine (Alopecurus pratensis, Sanguisorba officinalis), Izvoare petrifiante cu formare de travertin (Cratoneurion), Grohotișuri medio-europene calcaroase, de la nivel colinar și montan, Peșteri inaccesibile publicului, Păduri de fag Asperulo-Fagetum, Păduri de fag din Europa Centrală dezvoltate pe sol calcaros cu Cephalanthero-Fagion, Păduri pe pante, grohotișuri și ravene de Tilio-Acerion.
La baza desemnării sitului se află mai multe specii protejate:
- plante (1): papucul doamnei (Cypripedium calceolus)
- păsări (8): minunița (Aegolius funereus), buha (Bubo bubo), ciocănitoare neagră (Dryocopus martius), Falco peregrinus peregrinus, sfrâncioc roșiatic (Lanius collurio), gaia roșie (Milvus milvus), viespar (Pernis apivorus), ciocănitoare verzuie (Picus canus)
- mamifere (1): liliac comun (Myotis myotis)

Pe lângă speciile protejate, pe teritoriul sitului au mai fost identificate 10 specii de plante, 3 specii de amfibieni, 1 specie de mamifere, 3 specii de reptile.